# Předměstí (Opava)
Předměstí je část okresního města Opava, kterou tvoří katastrální území Opava-Předměstí (německy Troppau-Vorstadt) o rozloze 10,17 km² a která obklopuje nerovnoměrně ze všech stran centrální opavskou část Město (k. ú. Opava-Město).

## Obyvatelstvo
| Rok            | 1869 | 1880   | 1890   | 1900   | 1910   | 1921 | 1930   | 1950 | 1961 | 1970   | 1980   | 1991   | 2001   | 2011   |
| -------------- | ---- | ------ | ------ | ------ | ------ | ---- | ------ | ---- | ---- | ------ | ------ | ------ | ------ | ------ |
| Počet obyvatel | 8349 | 12 291 | 15 046 | 19 649 | 23 180 | —    | 29 296 | —    | —    | 32 754 | 30 494 | 27 030 | 25 232 | 23 573 |

## Obecní správa
Celá část Město a převážný díl části Předměstí patří spolu s dalšími částmi města k centrální oblasti města Opavy, která se nečlení na samosprávné městské části, ale je spravována přímo zastupitelstvem a magistrátem města. Malá severní část Předměstí (základní sídelní jednotka Karlovec) patří k samosprávné městské části Vávrovice. Díly části obce se označují „Předměstí (Opava)“ a „Předměstí (Vávrovice)“.
Základní sídelní jednotky patřící k nečleněné části města jsou: Náměstí svaté Hedviky, Sadová, Městské sady, Ochranova, Polní, Nad tratí, Kylešovský kopec, Přední Guslice, Bezručovo náměstí, Lidická, Ondříčkova, U hřbitova, Šibeňák, Haškova, U nemocnice.

## Pamětihodnosti
- Věžový vodojem